# Carlo Silipo
Carlo Silipo, född 10 september 1971 i Neapel, är en italiensk vattenpolospelare. Han representerade Italien i OS fyra gånger i vattenpolo, nämligen i Barcelona, Atlanta, Sydney och Aten. I OS-turneringen 1992 tog Italien guld och 1996 brons, medan de övriga OS-placeringarna var femma och åtta. I guldlaget 1992 gjorde han tre mål, fyra år senare fjorton mål, i OS-turneringen 2000 sex mål och i OS-turneringen 2004 två mål.